# Bryńsk
Bryńsk – wieś w Polsce położona w województwie warmińsko-mazurskim, w powiecie działdowskim, w gminie Lidzbark. W 2009 roku miejscowość zamieszkiwało 499 osób. Jedyna droga asfaltowa do wsi prowadzi z Lidzbarka i ma około 7 km.
W latach 1954–1957 wieś należała i była siedzibą władz gromady Bryńsk, po jej zniesieniu w gromadzie Lidzbark. W latach 1975–1998 miejscowość administracyjnie należała do województwa ciechanowskiego.

## Położenie
Miejscowość Bryńsk położona jest w północno-wschodniej Polsce w woj. Warmińsko-Mazurskim w powiecie działdowskim w gminie Lidzbark. Zgodnie z podziałem fizyczno-geograficznym Polski (według J. Kondrackiego) Bryńsk należy do prowincji Niżu Środkowoeuropejskiego, pod prowincji Pojezierzy Południowo-Bałtyckich, makroregionu Pojezierza Chełmińsko-Dobrzyńskiego i mezoregionu Garbu Lubawskiego i Równiny Urszulewskiej

## Środowisko przyrodnicze wsi

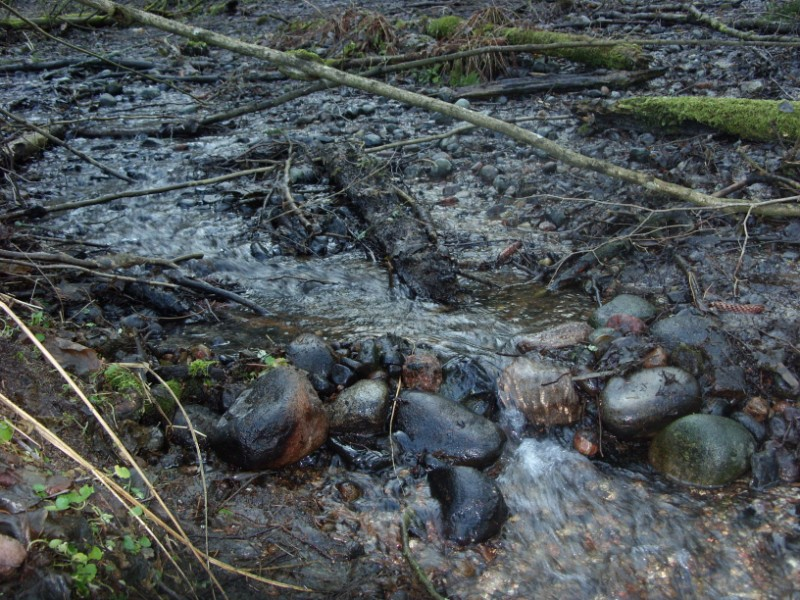
Brynica

Rzeźbę powierzchni, na której znajduje się wieś ukształtował lądolód i wody lodowcowe podczas ostatniego zlodowacenia Wisły trwającego ok. 22-17 tys. lat temu. Młodoglacjalna rzeźba terenu jest niezwykle urozmaicona. Głównym elementem rzeźby terenu są pagórki i wzgórza morenowe, formy kemowe oraz rynny subglacjalne. Pojawiły się one na skutek wytapiania zawartych w nich brył wytartego lodu i erozyjnych działalności wód lodowcowych. W ich najgłębszych miejscach wykształciły się jeziora, które oddalone są od Bryńska w obrębie od 2 do 3 km.
Omawiane wyżej formy kemowe występujące w postaci rozległych, piaszczystych wzgórz, dostarczają tutejszej ludności piasków i żwirów, które są jedynymi surowcami mineralnymi występującymi na tym terenie.
Na obszarze, na którym znajduje się wieś brakuje zbiorników wodnych oraz rzek, które znajdują się jednak w obrębie granic powierzchniowych miejscowości. Są to głównie jeziora typu rynnowego. Najczęściej są one długie, wąskie o stromych brzegach, znacznych głębokościach i niewyrównanym dnie. Układają się w ciągi połączone ciekami. Zaliczamy do nich Jeziora Bryńskie i przepływającą przez nie rzekę Brynicę. Występujące na miejscowych polach zagłębienia jeszcze ok. 30 lat temu były zalane wodą. Dziś napełniają się nią tylko podczas długotrwałych opadów deszczu, co jest niewątpliwie przyczyną obniżenia się wód podziemnych. Większość występujących na terenie wsi studni wysycha lub całkowicie już wyschła. Obecnie wody gruntowe znajdują się od 6 m pod powierzchnią ziemi. Natomiast wody głębinowe można tu odkryć dopiero na 9-10 metrze.

### Klimat
Klimat wsi odznacza się dużą różnorodnością i zmiennością typów pogody. Najczęściej, bo aż ponad 300 dni w roku napływa tu powietrze polarno-morskie. Świadczy to o zdecydowanej cyrkulacji zachodniej, przyczyniającej się do napływu atlantyckich mas powietrza. Masy powietrza polarno-morskiego przynoszą w ciepłej porze roku skłonność do burz i schłodzeń, a zimą powoduje odwilże, którym towarzyszy często pogoda wilgotna i mglista. Na obszarze Bryńska przeważają wiatry z sektora północnego. Wiatry bardzo silne i porywiste występują jesienią i zimą, zaś cisze występują najczęściej w sierpniu. Omawiany teren (według regionalizacji W. Okołowicza) jest swoistym „biegunem zimna”. W stosunku do otaczających go obszarów charakteryzuje się większym średnim zachmurzeniem, mniejszą liczbą dni pochmurnych i gorących, najniższymi średnimi temperaturami miesięcy zimowych i jesiennych, większą roczna amplitudą temperatur i większą ilością opadów.

### Gleba oraz fauna i flora

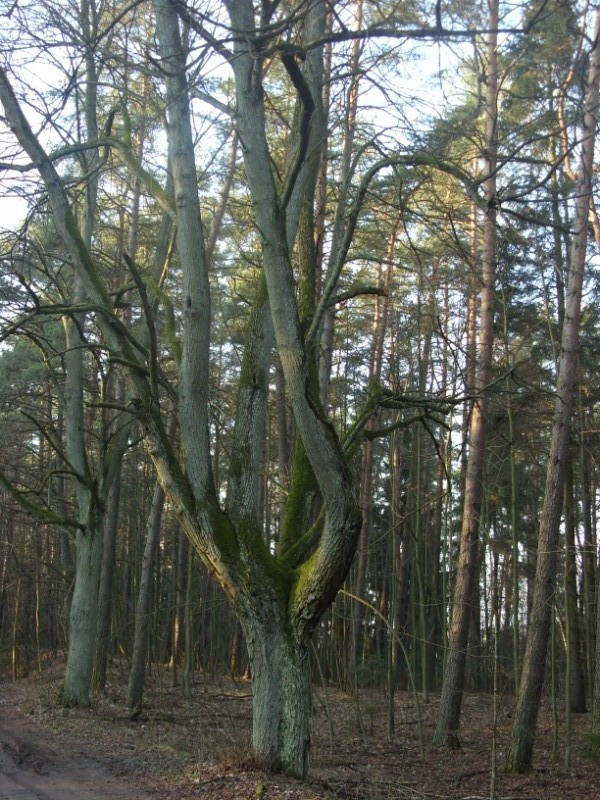
Flora bryńska

W pokrywie glebowej Bryńska dominują gleby autogeniczne, które zajmują ok. 75% całej powierzchni. Należą do nich gleby brunatnoziemne i bielicoziemne. Do tych drugich zaliczamy gleby rdzawe i bielicowe. Naturalną roślinnością współuczestniczącą w powstawaniu tych gleb były bory i lasy mieszane. Taka występowalność gleb sprawiła, że na większości gruntów posadzono las sosnowy. Pod okapem grabów i luźnych koron starych sosen rozwija się runo w miarę typowe dla grądów. W miejscach gdzie dominuje drzewostan dębowy i las jest bardziej widny można spotkać fragmenty dąbrów świetlistych cechujących się bogactwem roślin ciepłolubnych jak np. orlik pospolity, pięciornik biały, pierwiosnka lekarska, wyka kaszubska, dzwonek brzoskwiniolistny, i inne. Wiek rębności tych lasów został podwyższony z 80 do 100 lat i nadal prowadzona jest gospodarka i rozmowy, aby ten wiek wydłużyć. Tak duża ilość kompleksów leśnych sprawiła, iż wiele gatunków ptaków oraz 
zwierząt osiedliło się na tych terenach. Można zaliczyć do nich: bociana czarnego, zimorodka, pluszcza oraz zwierzęta takie jak jelenie, sarny, łosie, dziki, lisy, zające, które w tych kompleksach leśnych znajdują schronienie i pożywienie. Niewątpliwie do rzadkich okazów w drzewostanie można zaliczyć daglezję, która rośnie przy budynku szkoły podstawowej i jest to jedyne tak wysokie drzewo tego gatunku występujące w regionie.

## Historia, zabytki wsi

### Historia
Pierwsza odnotowana w źródłach nazwa Bryńska pochodzi z 1229 r. Brennitia. W 1410 r. Zakon krzyżacki używał nazwy Borausee. Tereny Bryńska zostały zasiedlone przez przybywających do Lidzbarka i jego okolic kolonistów niemieckich wyznania ewangelickiego. Po wojnie trzynastoletniej na mocy pokoju toruńskiego z 1466 r. okolice Bryńska przynależały do ziemi lidzbarskiej. Znalazły się w granicach Królestwa Polskiego, weszły one w skład tzw. klucza lidzbarskiego.
W „Dziejach Polski” J. Długosza można znaleźć informację związaną z Bryńskiem i wyprawą wojsk Jagiełły na Grunwald. W 1864 r. w Bryńsku była szkoła ewangelicka i ewangelicki dom modlitwy. Do tej szkoły uczęszczało również ok. 400 dzieci katolickich. Do domu modlitwy przyjeżdżał odprawiać nabożeństwo pastor z Górzna lub Lidzbarka. Wieś liczyła wtedy ok. 5523 morgi i było w niej 149 domów mieszkalnych. Zamieszkiwały ją 1152 osoby, w tym 329 katolików i 823 ewangelików.

### Zabytki

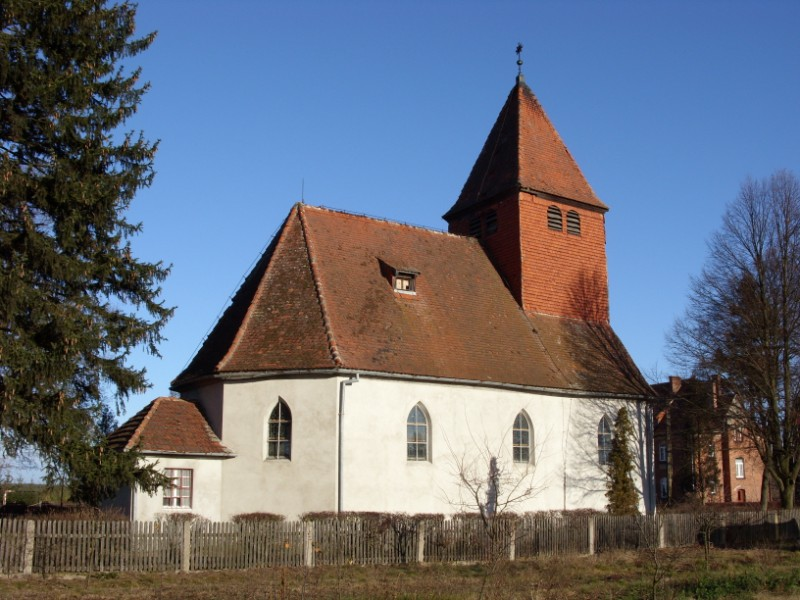
Kościół filialny

- Jednym z najstarszych zabytków Bryńska jest kościół filialny budowany w stylu późnogotyckim pw. Matki Boskiej Anielskiej, którego budowę rozpoczęto 13 VII 1909 r.

- Kolejnym jest szkoła publiczna najprawdopodobniej z tego samego okresu co wyżej wymieniony kościół. Pierwotnie budynek posiadał cztery pomieszczenia, jednakże przyrost naturalny sprawił iż dobudowano północną część uzyskując w ten sposób osiem dość dużych pomieszczeń lekcyjnych. Całość do dziś służy lokalnej społeczności jako ośmioklasowa szkoła podstawowa.

- Trzecim z zabytków jest cmentarz ewangelicki, na którym pochowani są mieszkańcy Bryńska wyznania ewangelicko-augsburskiego.

- Niewątpliwie do zabytków można także zaliczyć dwie przydrożne figury powstałe w 1945 r. na miejscu wcześniejszych najprawdopodobniej z przełomu XVII i XVIII w. Zburzonych podczas II wojny światowej.

## Ludność
W Bryńsku Kolonii w 1921 r. były 173 budynki, a w 1931 r. - powierzchnia ogólna Bryńska wynosi 14,11 km, w tym użytki rolne stanowiły tyle co grunty orne, czyli 12,30 km. W 1931 r. W Bryńsku mieszkały 1134 osoby. Zatem w okresie międzywojennym zamienione zostały proporcje narodowościowe wśród mieszkańców Bryńska Kolonii. Przeważali tam, podobnie jak w innych osadach bryńskich katolicy. Dziś w miejscowości jest 148 budynków mieszkalnych, które zamieszkuje 540 osób. Średnia wieku mieszkańców waha się w granicach 35-42 lat. Większość z nich to kobiety. Dużym atutem wsi jest to, iż tylko 2% ludności to ludzie bezrobotni. Mieszkańcy wsi znaleźli zatrudnienie w firmach usługowych (np. „ZUL”) oraz w firmach i zakładach w Lidzbarku Welskim. Są wśród nich także mali i średni przedsiębiorcy.

## Rolnictwo i walory turystyczne
Bryńsk do lat 80. XX w. był wsią typowo rolniczą. Niska opłacalność produkcji rolnej oraz postępujący rozwój ekonomiczny sprawiły, że większość mieszkańców odeszła od gospodarki rolnej, zastępując ją handlem, usługami i produkcją usługową. W latach 2005–2006 w Bryńsku odnotowano 5 gospodarzy, którzy posiadali gospodarstwa powyżej 5 hektarów i utrzymywali się z produkcji rolnej. Produkcja ta jest wykorzystywana na bieżącą konsumpcję i nie jest w związku z tym przeznaczana na cele handlowe.
Większość użytków rolnych została przekształcona w działki budowlane.